# 오카바역
오카바역(일본어: 岡場駅, おかばえき)은 일본 효고현 고베시 기타구에 있는 고베 전철 산다 선의 역이다. 역 번호는 KB22이다. 해발 231m이다.
고베 산다 국제공원도시의 남부에 위치하는 뉴타운으로 후지와라다이의 중심역이다. 역 이전 시에 고베 시가 "호쿠신추오 역"과 "후지와라다이 역"으로의 변경을 요망하였으나 지역 주민의 반대로 오카바 역으로 현재에 이르고 있다. 고베 전철의 역에서 드물게 아침 러시아워에는 대피가 이루어진다.

## 역사
- 1928년 12월 18일: 고베 아리마 전기철도의 산다 선 개통과 동시에 영업 개시.
- 1947년 1월 9일: 고베 아리마 전기철도와 미키 전기철도가 회사 합병하여 신아리미키 전기철도의 역이 됨.
- 1985년 11월 16일: 남쪽으로 이전, 고가화.
- 1995년 11월 26일: 섬식 승강장 2면 4선 구조의 고가역으로 개축.

## 역 구조
섬식 승강장 2면 4선의 구조로 대피 및 교행이 가능한 고가역이다. 승강장 유효 길이는 6량이지만 오발차 방지 ATS의 설치 위치 관계에서 산다 방면의 1,2번 선은 최대 4량까지만 정차한다. 한편, 3,4번 선은 최대 5량 편성이 정차할 수 있고 4번 선은 주로 신카이치 방면에서 회송 열차가 입선한다.
개찰은 고가 밑의 1곳만 있다. 개찰 외에 구내 매점이 있다.

### 승강장
| 1・2 | ■ 산다 선(하행) | 요코야마・산다 방면                                         |
| 3・4 | ■ 산다 선(상행) | 아리마구치・다니가미・스즈란다이・미나토가와・신카이치 방면 |

※ 내측 2선(2,3번 선)이 주로 본선, 외측 2선(1,4번 선)이 대피선이다.

## 역 주변
역전에는 대형 상업 시설, 주택이 많다.
- 택시 승강장
- 효고 지방 도로 15호 고베산다 선
- 후지와라다이
- 호쿠신 행정 서비스 센터(기타 구청 호쿠신 지소)
- 호쿠신 구민 센터
- 고베 시립 기타 도서관 호쿠신 분관
- 제생회 효고 현 병원
- 고베 아리노오카바 우체국
- 미쓰이 스미토모 은행 후지와라다이 지점
- 타지마 은행 후지와라다이 지점
- 미나토 은행 후지와라다이 지점
- 효고 신용 금고 후지와라다이 지점
- 에콜 리라 쇼핑 센터
- 이온 후지와라다이점
- 스텝 가든 후지와라다이
- 신테쓰 식채관
- Joshin 후지와라다이점
- 고베 시립 아리노 초등학교
- 고베 시립 아리노 중학교
- 한신 유통 센터

## 인접역
| 고베 전철 산다 선           | 고베 전철 산다 선                               | 고베 전철 산다 선     |
| --------------------------- | ----------------------------------------------- | --------------------- |
| KB10 다니가미 신카이치 방면 | ■ 특쾌속(신카이치 행만 운행, 당역까지 각역정차) | 다오지 KB23 산다 방면 |
| KB21 고샤 신카이치 방면     | ■ 급행 ■ 준급 ■ 보통                            | 다오지 KB23 산다 방면 |